# ЗАЗ-11055
ЗАЗ-11055 Таврія Пікап — вантажний передньоприводний автомобіль з кузовом типу пікап. Вироблявся на Запорізькому автомобілебудівному заводі з 1993 по 2011 рік. Наступником моделі став ЗАЗ Lanos Cargo.

## Історія
В 1990 році НТТЦ «ЗАЗ-Автотехніка» при ЗАЗі був розроблений дослідний пікап ЗАЗ-1305, в тому числі у спрощеному «сільському» виконанні. Проте, з ряду причин в серію машина не пішла. А от у Греції, куди на початку 90-их років XX століття було експортовано деяку кількість «Таврій», був налагоджений випуск пікапів на їх базі. І тільки після цього, в 1993 році в серію був запущений ЗАЗ-11055 з двомісною кабіною і кузовом на 270 кг вантажу, створений на базі ЗАЗ-110206. Двигун встановлювався стандартний — МеМЗ-245 робочим обсягом 1,1 л. Частина машин комплектувалася тентом. Випуск цього автомобіля тривав до 1995 року.
У 1999 році світ побачив ЗАЗ-110550 — модернізований пікап, створений на базі «Таврія-Нова», але зберіг колишній індекс. Частина машин навіть була відправлена до Сирії. У порівнянні зі «старим» ЗАЗ-11055 була посилена балка задньої осі, трохи змінений зовнішній вигляд, модернізовані окремі вузли. Частина машин комплектувалася тентом, що натягується за рівнем борту. На базі цієї моделі випускалися ЗАЗ-110550-20 (експортний, з правостороннім розташуванням органів рульового управління і системою впорскування палива «Сіменс», а також вихлопною системою з каталітичним нейтралізатором) та ЗАЗ-110550-30 (відмінності полягали в установці капота, облицювання радіатора, переднього бампера і блок-фар від автомобіля ЗАЗ-1103; по кромці борту з двох боків було встановлено захисні накладки; в салоні встановлювалася люксова панель приладів; була проведена аудіопідготовка (динаміки і антена), але сама магнітола не встановлювалася) та ЗАЗ-110550-40 з системою впорскування палива «Сіменс».
Тоді ж, у 1999 році світ побачив ЗАЗ-110557 з потужнішим двигуном МеМЗ-2457 робочим об'ємом 1,2 л. Відповідно було змінено передавальне число головної передачі — 3,875. Зовні машина була ідентична моделі ЗАЗ-110550. Згодом на базі ЗАЗ-110557 з'явилися такі модифікації:
- ЗАЗ-110557-10 (1999 — 20?? роки) — з «високим» тентом на дугах. Також в обробці використовувалися елементи обробки люксових модифікацій, а передавальне число головної передачі підвищили до 4,133.
- ЗАЗ-110557-51 — розвізний фургон з жорсткою пластиковою надбудовою над вантажним відсіком. Усередині жорсткої надбудови над дахом кабіни розташована полиця для розміщення малогабаритних вантажів. У зв'язку з великим навантаженням автомобіля була змінена конструкція пружин, балки і сайлінтблоків задньої підвіски, завдяки чому вантажопідйомність зросла до 390 кг. У задній стінці надбудови була передбачені двері, що відкидаються вгору, а задні двері самого пікапа, що відкидаються вниз була збережені. Відкидні вгору двері пластикової надбудови з бортом обладнані запірним пристроєм, замок якого має єдиний ключ із замками бічних дверей. Жорсткість кузова пікапа була значно збільшена завдяки спеціальному клейовому з'єднанню жорсткої надбудови з кузовом і застосування підсилювачів кузова. Над задніми дверима всередині надбудови встановлювався плафон освітлення вантажного відсіку.
- ЗАЗ-110557-53 — конструкція пластикової надбудови цієї моделі аналогічна такій в ЗАЗ-110557-51 з тією відмінністю, що задні двері тут виконані орними, внаслідок чого використаний задній бампер зміненої форми.
- ЗАЗ-110557-61 (приблизно з 2004 року) — аналог ЗАЗ-110557-51, але пофарбований бампер, решітка радіатора і колісні ковпаки використані від ЗАЗ-1103.

Приблизно з 2003 року випускається модель ЗАЗ-110558 з двигуном МеМЗ-301 робочим обсягом 1,3 л. Споживачам пропонується як карбюраторна, так і інжекторна версії цього двигуна.
У січні 2011 року Запорізький автомобільний завод припинить випуск моделі ЗАЗ 11055 «Таврія Пікап».

## Двигуни
В різний час Таврія Пікап випускалася з карбюраторними двигунами об'ємом 1,1 л, 1,2 л, 1,3 л та інжекторними двигунами об'ємом 1,2 л та 1,3 л виробництва Мелітопольського моторного заводу. Силові агрегати мають 4 циліндри, що розміщені в ряд поперек автомобіля. Всі двигуни чотиритактні, верхньоклапанні. Система змащування мотора комбінована, під тиском змащуються підшипники колінчатого та розподільчого валів, осі «коромисел»; розбризкуванням масла — циліндри та механізми газорозподілення. Систему вентиляції картера двигуна замкнено через повітроочисник. Система охолодження двигуна рідинна, закритого типу, з розширювальним бачком; клапан-термостат відкривається при температурі +80 °C, повне відкриття при +95 °C; електровентилятор закріплено у кожусі радіатора, він вмикається автоматично. Система запалювання двигуна батарейна, безконтактна, номінальна напруга 12 В.

## Конструкція

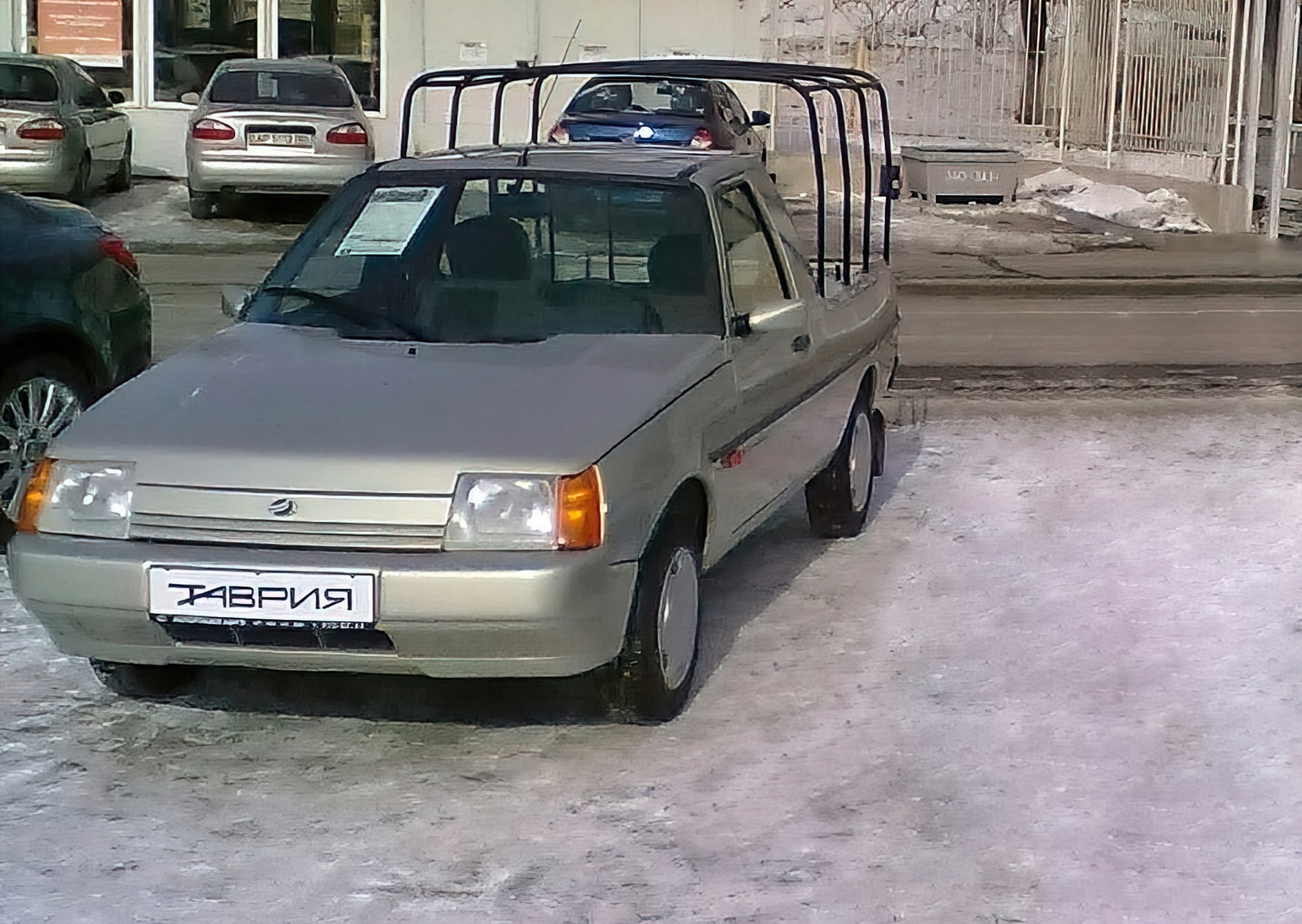
ЗАЗ-11055840 Таврія Пікап

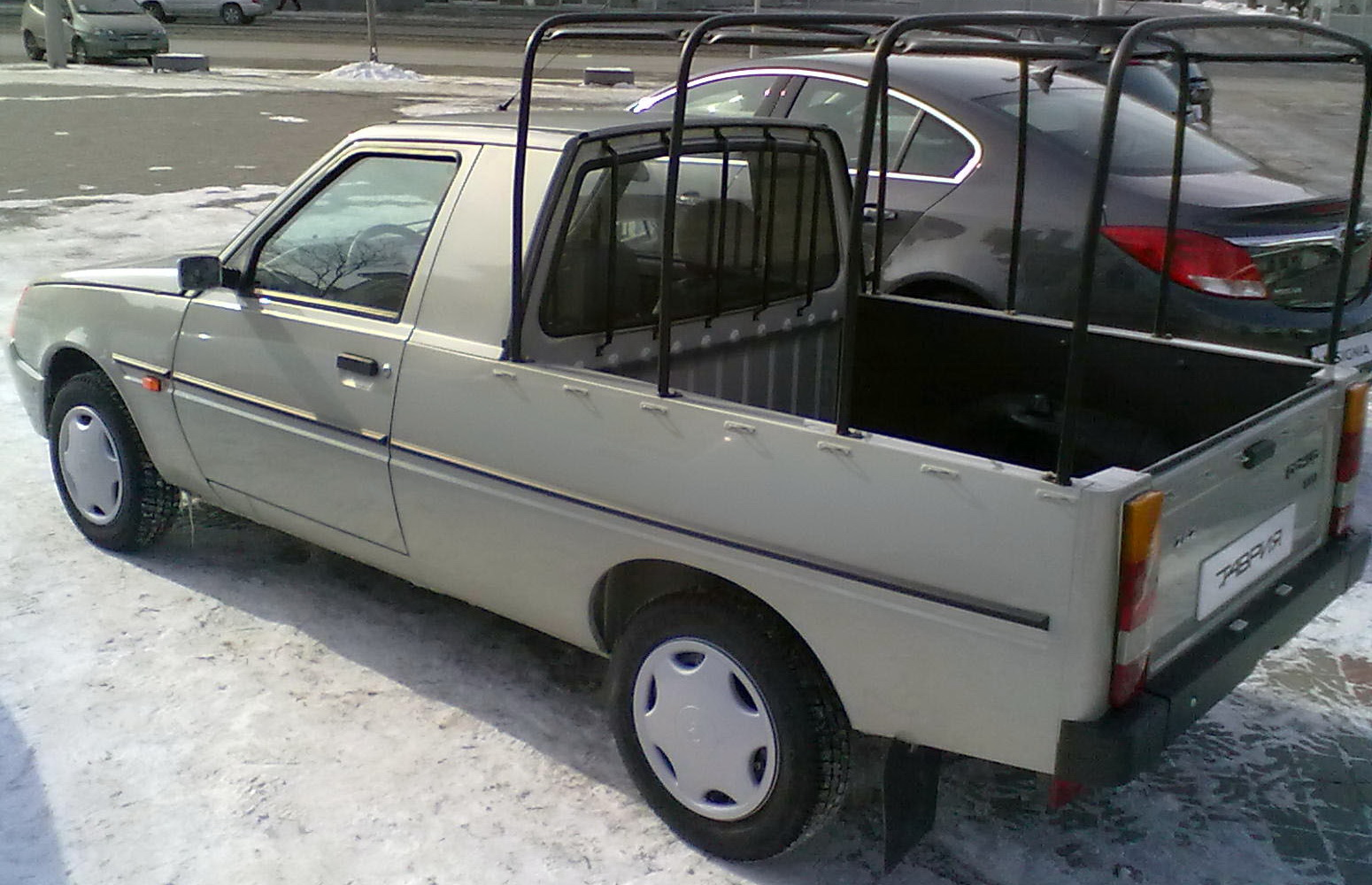
ЗАЗ-11055840 Таврія Пікап

Файл:ЗАЗ-11055840 пикап (вид спереди).jpg
Автомобіль зовні схожий на фургон, але класифікується як пікап, оскільки задню верхню частину складає пластикова надбудова, прикручена до металевого кузова. Перевагами Таврії Пікап є невисока ціна, місткість, простота конструкції та енергоємна підвіска. Водночас автомобіль характеризується недостатньою шумоізоляцією та нечіткою роботою коробки передач.

Окрім «нового» пікапу існував і старий варіант пікапу.

На фоні можна побачити новий варіант пікапу (білого кольору).
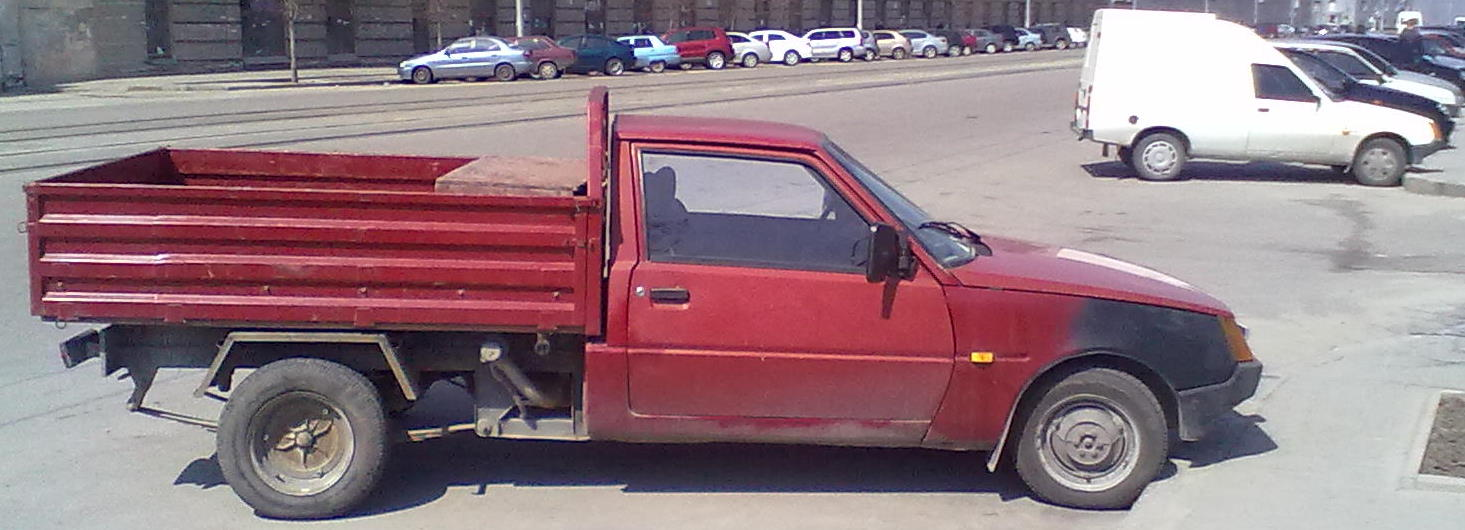
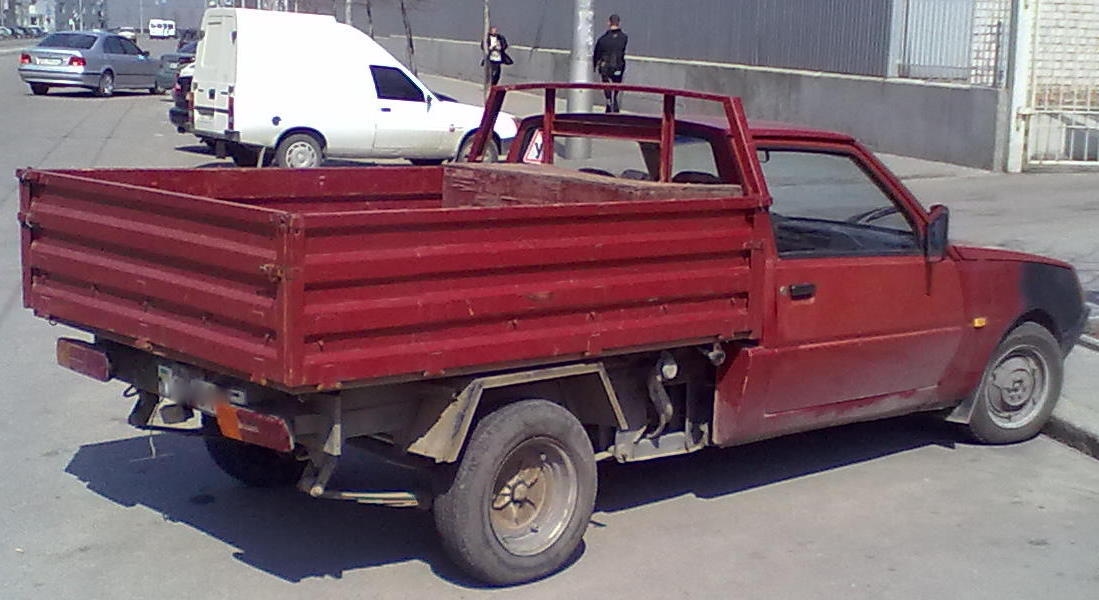
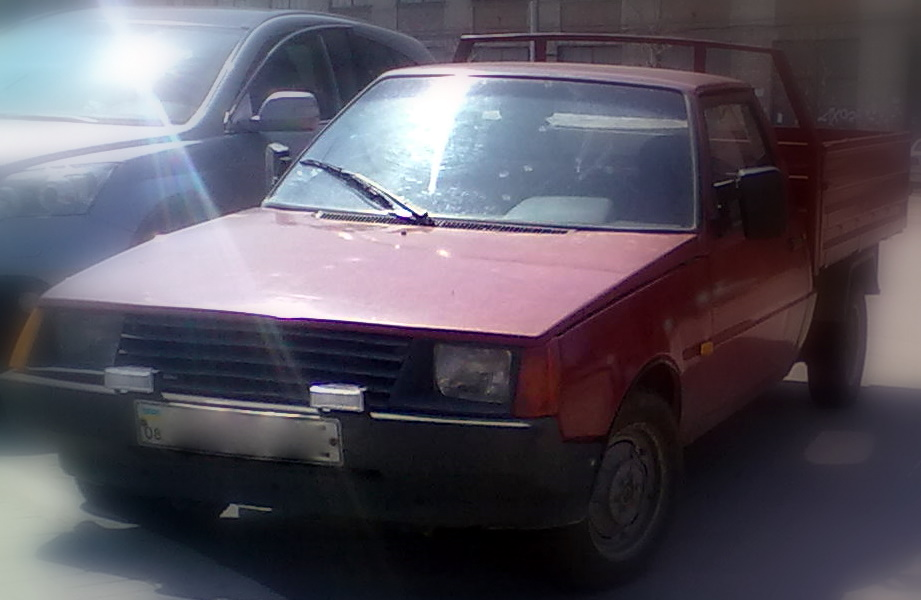

## Оцінка автомобіля
Журнал «Автоцентр» у 2003 році, підсумовуючи досвід експлуатації автомобілів Таврія Пікап, зазначає, що в цілому ця недорога автівка призначена для роботи і повністю відпрацьовує свою вартість. Серед недоліків тоді була названа низька якість комплектуючих.

### Визнання
Таврія Пікап визнана переможцем Національного автомобільного рейтингу «Авторейтинг 2008» як вантажопасажирський автомобіль — лідер продажу (разом із Volkswagen Caddy). У 2006 році було виготовлено 3892 Таврії Пікап.